# Смотри как я
«Смотри как я» — российский комедийный приключенческий фильм режиссёра Егора Сальникова. Премьера фильма в России состоялась 17 сентября 2020 года.

## Сюжет
Оля — 16-летняя безбашенная девчонка, сбежавшая из детдома. Максим — слепой парень, уставший от причуд богатого отца. Случайно встретившись, ребята решают бросить всё и уехать на море. Почему бы и нет — у Максима папины деньги, у Оли сумасшедшая тяга к приключениям. Они молоды и хотят свободы, вот только видят её каждый по-своему, но от этого путешествие становится только ярче и увлекательнее!

## В ролях
| Актёр                | Роль                                                   |
| -------------------- | ------------------------------------------------------ |
| Ольга Турчак         | Оля безбашенная девчонка, сбежавшая из детдома         |
| Михаил Мещеряков     | Максим слепой парень, уставший от причуд богатого отца |
| Александр Самойленко | Игорь отец Максима                                     |
| Дмитрий Мухамадеев   |                                                        |
| Елена Бирюкова       |                                                        |
| Евгений Сытый        |                                                        |
| Сергей Аброскин      |                                                        |
| Наталья Щукина       |                                                        |
| Мария Иващенко       |                                                        |
| Ярослав Жалнин       |                                                        |
| Анастасия Денисова   |                                                        |
| Елена Папанова       |                                                        |
| Олеся Абрамова       |                                                        |
| Егор Сальников       |                                                        |
| Александр Пальчиков  |                                                        |
| Владимир Фоков       |                                                        |
| Ирина Лазарева       |                                                        |
| Борис Грим (Бурдаев) | парень на пляже                                        |
| Сергей Сафонов       |                                                        |
| Евгений Банифатов    |                                                        |

## Съёмочная группа
- Режиссёр-постановщик: Егор Сальников
- Авторы сценария: Анастасия Амаликова, Софья Дёмина, Орхан Самадов и Егор Сальников
- Оператор-постановщик: Александр Тананов
- Художник-постановщик: Ксения Рогожкина
- Композитор: Нарек Арутюнянц при участии Сергея Ткаченко
- Монтаж: Егор Сальников
- Звукорежиссёр: Глеб Нехорошев
- Звукорежиссёр на площадке: Алексей Адамович
- Постановщики трюков: Владимир Карпович, Геннадий Леськив
- Исполнительный продюсер: Дмитрий Кузнецов
- Продюсеры: Ярослав Жалнин и Илья Шемятов

## Награды
В 2021 году фильм, в рамках VI конкурса «На Благо Мира», стал лауреатом первой премии в номинации «Художественное кино».